# Sărituri cu schiurile la Jocurile Olimpice de iarnă din 2014
Probele sportive de sărituri cu schiurile la Jocurile Olimpice de iarnă din 2014 s-au desfășurat în perioada 8-17 februarie 2014 la Centrul de sărituri RusSki Gorki aflat lângă Krasnaia Poliana, Rusia (în apropierea orașului Soci). Pentru prima dată în istoria JO de iarnă, femeile au concurat la această disciplină. Au fost patru probe sportive.

## Calendarul competiției
Acest calendar cuprinde toate cele patru probe de sărituri cu schiurile.
Toate orele sunt în Ora României (UTC+2).
| Dată         | Oră   | Probă                                  |
| ------------ | ----- | -------------------------------------- |
| 8 februarie  | 18:30 | Calificări trambulina normală masculin |
| 9 februarie  | 19:30 | Trambulina normală masculin            |
| 11 februarie | 19:30 | Trambulina normală feminin             |
| 14 februarie | 19:30 | Calificări trambulina mare masculin    |
| 15 februarie | 19:30 | Trambulina mare masculin               |
| 17 februarie | 19:15 | Trambulina mare masculin echipe        |

## Sumar medalii

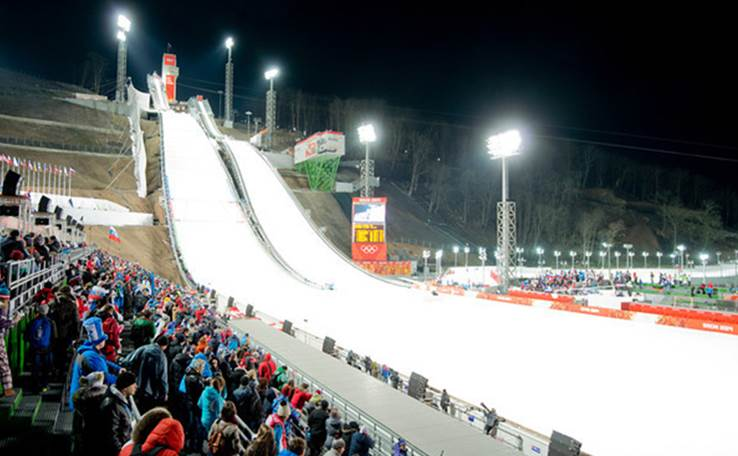
Centrul de sărituri RusSki Gorki, locația de desfășurare a competiției.

### Clasament pe țări
| Loc   | Țară           | Aur | Argint | Bronz | Total |
| ----- | -------------- | --- | ------ | ----- | ----- |
| 1     | Germania (GER) | 2   | 0      | 0     | 2     |
| 1     | Polonia (POL)  | 2   | 0      | 0     | 2     |
| 3     | Austria (AUT)  | 0   | 2      | 0     | 2     |
| 4     | Japonia (JPN)  | 0   | 1      | 1     | 2     |
| 4     | Slovenia (SLO) | 0   | 1      | 1     | 2     |
| 6     | Franța (FRA)   | 0   | 0      | 1     | 1     |
| 6     | Norvegia (NOR) | 0   | 0      | 1     | 1     |
| Total | Total          | 4   | 4      | 4     | 12    |

### Probe sportive
| Probă sportivă                          | Aur                                                                                | Aur    | Argint                                                                                         | Argint | Bronz                                                                      | Bronz  |
| Individual masculin, trambulină normală | Kamil Stoch · Polonia (POL)                                                        | 278.0  | Peter Prevc · Slovenia (SLO)                                                                   | 265.3  | Anders Bardal · Norvegia (NOR)                                             | 264.1  |
| Individual masculin, trambulină mare    | Kamil Stoch · Polonia (POL)                                                        | 278.7  | Noriaki Kasai · Japonia (JPN)                                                                  | 277.4  | Peter Prevc · Slovenia (SLO)                                               | 274.8  |
| Echipe masculin, trambulină mare        | Germania (GER) · Andreas Wank · Marinus Kraus · Andreas Wellinger · Severin Freund | 1041.1 | Austria (AUT) · Michael Hayböck · Thomas Morgenstern · Thomas Diethart · Gregor Schlierenzauer | 1038.4 | Japonia (JPN) · Reruhi Shimizu · Taku Takeuchi · Daiki Ito · Noriaki Kasai | 1024.9 |
| Individual feminin, trambulină normală  | Carina Vogt · Germania (GER)                                                       | 247.4  | Daniela Iraschko-Stolz · Austria (AUT)                                                         | 246.2  | Coline Mattel · Franța (FRA)                                               | 245.2  |

## Țări participante
100 de sportivi din 20 de țări au participat la cele patru probe din cadrul disciplinei sărituri cu schiurile. Numărul de sportivi din fiecare delegație este în paranteze. Grecia și-a făcut debutul la acest sport.
| - Austria (7) - Bulgaria (1) - Canada (6) - Cehia (5) - Coreea de Sud (4) - Elveția (3) - Estonia (2) - Finlanda (6) - Franța (5) - Germania (9) | - Grecia (1) - Italia (5) - Japonia (8) - Kazahstan (2) - Norvegia (9) - Polonia (5) - România (1) - Rusia (6) - Slovenia (9) - Statele Unite ale Americii (7) |

### Calificare
Un număr de maxim 100 de locuri (70 bărbați și 30 femei) a fost disponibil pentru calificările la această disciplină. Acestea s-au bazat pe Lista Olimpică de Calificări, bazată la rândul ei pe clasamentele Cupelor Mondiale FIS și ale Cupelor Continentale din sezoanele 2012/13 și 2013/14 îmbinate.